# Am Schloßberg 1 (Treuchtlingen)

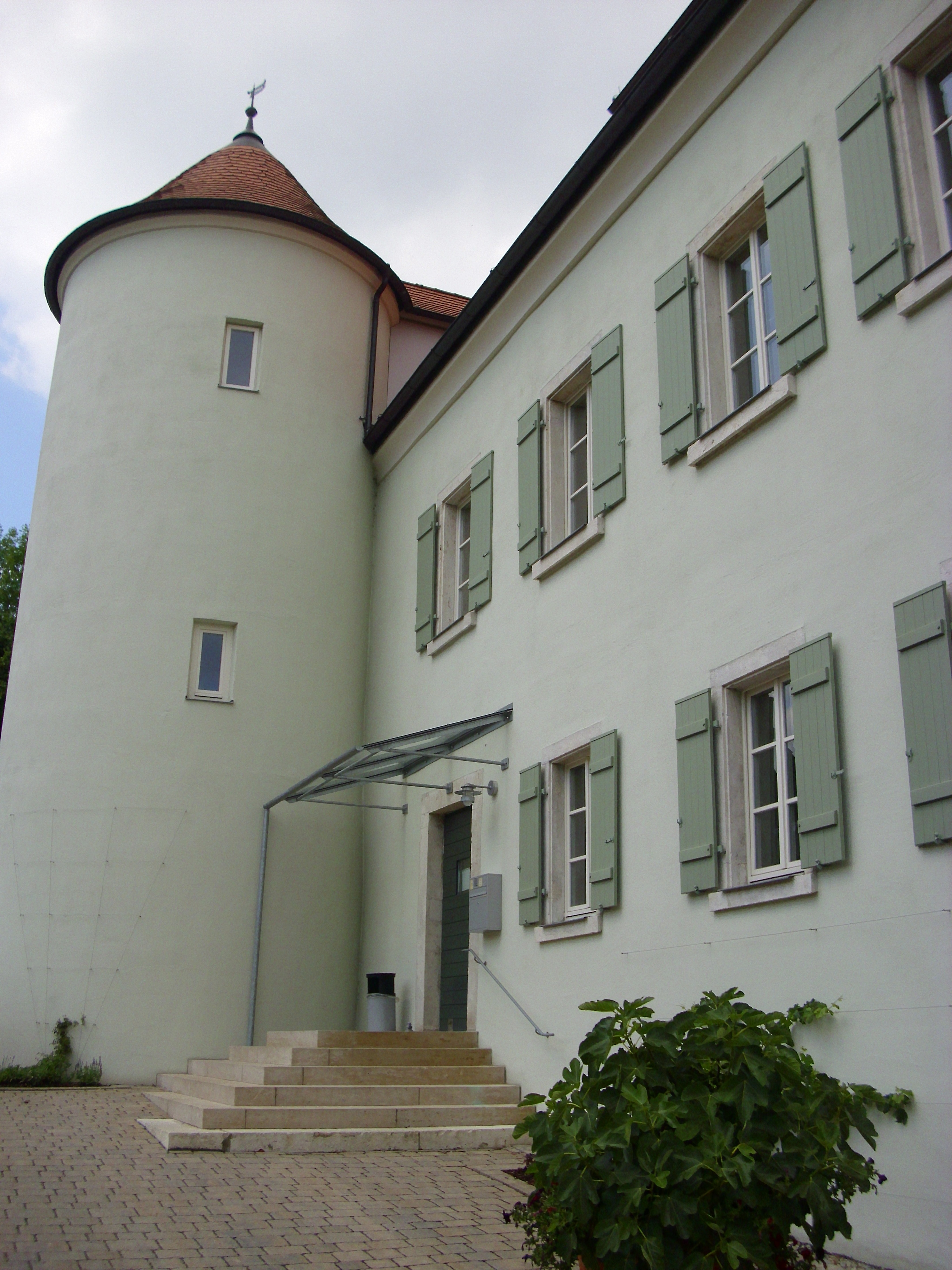
Das Haus Am Schloßberg 1, 2010

Das Haus Am Schloßberg 1 in Treuchtlingen, einer Stadt im mittelfränkischen Landkreis Weißenburg-Gunzenhausen, ist ein als Kulturzentrum Forsthaus genutztes Gebäude. 
Das Gebäude steht direkt angrenzend am Jüdischen Friedhof unterhalb der Burgruine Treuchtlingen. Es ist unter der Denkmalnummer D-5-77-173-40 als Baudenkmal in die Bayerische Denkmalliste eingetragen.
Es handelt sich um einen großen, zweigeschossigen Satteldachbau mit hohem Untergeschoss, dreigeschossigem Erker und Treppenturm. Das Gebäude wurde um 1618 errichtet und diente in der Vergangenheit als Kastenhaus (Vorratsbauwerk) der Markgrafen von Ansbach. Im 19. Jahrhundert fanden Umbauten statt.